# Henri des Houx
Pour les articles homonymes, voir Houx.
Henri Durand Morimbau, dit Henri des Houx, né le 14 juillet 1848 à Paris et mort le 27 janvier 1911 dans sa ville natale, est un journaliste français.
Initialement royaliste légitimiste, Henri des Houx est l'une des premières personnalités catholiques françaises à s'être ralliées à la République, six ans avant l'encyclique Au milieu des sollicitudes. Il évolua également de l'ultramontanisme au gallicanisme.

## Biographie

### Famille, formation et carrière professorale
Né le 14 juillet 1848 dans l'ancien 5e arrondissement de Paris, Henri Durand Morimbau est le fils de Julie-Aline Vuigner (18..-1879) et de Pierre-Jean-François-Henri Durand Morimbau (18..-1867), avocat dont le cabinet se trouvait dans la rue de Lancry.
Après de brillantes études au Lycée Napoléon, Henri Durand Morimbau est admis en 1867 à l’École normale supérieure, dont il sort agrégé de Lettres. Nommé professeur de rhétorique, il enseigne tout d'abord au lycée de Limoges. C'est dans cette ville qu'il se marie, en 1870, avec Marie-Joséphine-Louise-Eugénie Mayer (1844-1922), fille du capitaine d'infanterie de marine François-Louis Mayer (1805-1872). Leur fils Henri deviendra journaliste sous le nom de plume de « Gaston des Houx ». Leur fille Marguerite, née en 1872, sera mariée entre 1896 et 1899 à Henri Lasvignes (né en 1866).
Durand Morimbau est nommé par la suite à Châteauroux puis à Chambéry, où il devient membre de l'Académie de Savoie.

### Débuts dans le journalisme catholique et légitimiste (1876-1882)
Auteur de travaux littéraires publiés dans Le Correspondant, Henri Durand Morimbau est remarqué par Monseigneur Dupanloup, qui lui obtient un congé universitaire afin de lui confier une place importante à la rédaction du journal qu'il a fondé en 1876, La Défense sociale et religieuse. Durand Morimbau y prend le nom de plume « Henri des Houx » et remplace bientôt le baron d'Yvoire au poste de rédacteur en chef.
Fin 1878, après la mort de Dupanloup, La Défense est rachetée par la société du journal Le Français, qui compte en faire « l'organe du clergé gallican et des catholiques libéraux ». Henri des Houx et l'administrateur de La Défense, Duroy de Bruignac, partent alors fonder La Civilisation, journal catholique et légitimiste présenté comme le véritable continuateur de La Défense et auquel collaborent Urbain Guérin, Louis Peyramont et A. de Sainte-Marie. Lancé à partir du 1er février 1879 en utilisant les listes d'abonnés de La Défense, le nouveau titre exerce ainsi une concurrence déloyale à l'encontre de cette dernière, dont les nouveaux propriétaires font condamner Des Houx et Duroy de Bruignac à 5 000 francs de dommages-intérêts.
En 1880, Des Houx est condamné à 1 000 francs d'amende pour offense au chef de l’État à la suite d'un article critiquant en termes trop imagés la diplomatie républicaine. En novembre de la même année, il est condamné par défaut pour des motifs semblables à trois mois de prison et 2 000 francs d'amende (ramenés en appel à un mois de prison et 2 000 francs d'amende). La Civilisation est finalement rachetée par le Crédit de France avant de disparaître en 1882.

### Le Journal de Rome(1882-1885)
En 1882, après la disparition de La Civilisation, Henri des Houx entre au Gaulois. Il est appelé la même année en Italie pour y prendre la direction du Journal de Rome, une feuille appartenant à la même société que L'Osservatore Romano et dont la ligne éditoriale affiche un ultramontanisme intransigeant. Il continue cependant à collaborer au Gaulois en tant que correspondant puis occupe la même fonction auprès de L'Univers après la mort de M. de Maguelonne.
Le 28 juillet 1883, Le Journal de Rome publie un article réclamant la restauration du pouvoir temporel du pape, ce qui vaut à De Houx d'être poursuivi par le gouvernement Italien puis condamné, le 23 janvier 1884, à un mois de prison et 500 francs d'amende. Les causes et les conditions de son incarcération suscitent l'indignation de la presse française.
Le Journal de Rome avait également des différends et des polémiques avec une feuille concurrente, Le Moniteur de Rome, organe catholique libéral inspiré par Monseigneur Galimberti. En avril 1885, le pape semble trancher la querelle en défaveur du Journal de Rome, dont l'attitude est blâmée par l'intermédiaire de L'Osservatore Romano. Se considérant désavoué, Des Houx donne sa démission avant de la reprendre quelques jours plus tard à la demande des administrateurs du journal. Le mois suivant, Le Journal de Rome publie une lettre du cardinal Pitra qui est interprétée comme une critique à l'égard de la politique de Léon XIII, politique que les ultramontains, opposés à la « faction pérugine » (Léon XIII était auparavant évêque de Pérouse), jugent trop conciliante à l'égard des gouvernements européens. Des Houx est donc de nouveau contraint de donner sa démission, qui est acceptée par le pape le 22 juin 1885. Peu de temps après, Le Journal de Rome est même supprimé à la demande du souverain pontife. Interrogé par ses confrères du Gaulois, Des Houx déclare : « Je ne veux pas exagérer, mais ce qui se passe en ce moment à Rome a la portée d'un véritable coup d’État ».
De retour en France, Henri des Houx développe ses critiques envers la nouvelle politique pontificale dans une série de lettres publiées à l'automne par Le Matin, quotidien dont il restera le collaborateur jusqu'à sa mort, et dans un livre (Souvenirs d'un journaliste français à Rome, 1886) qui sera mis à l'Index le 1er avril 1886 et auquel il donnera bientôt une suite (Ma prison, 1886).

### Un précurseur du Ralliement

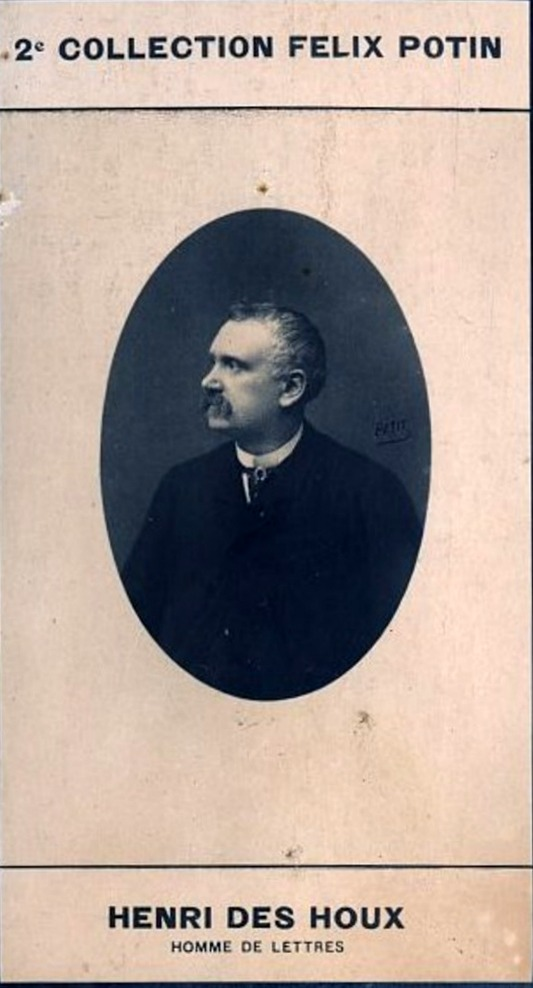
Photographie d'Henri des Houx (2e collection Félix Potin).

Depuis la mort sans postérité du comte de Chambord (1883), les légitimistes (à l'exception, marginale, des « blancs d'Espagne ») ont fusionné avec leurs anciens rivaux orléanistes afin d'unifier le parti royaliste en faveur de Philippe d'Orléans. Refusant d'entrer au service de ce dernier, Henri des Houx va bientôt devenir l'un des précurseurs du Ralliement, une stratégie de défense des intérêts catholiques passant par l'acceptation du régime républicain établi, stratégie que Léon XIII imposera six ans plus tard avec l'encyclique Au milieu des sollicitudes.
Au début de l'année 1886, Henri des Houx entreprend ainsi dans Le Matin une campagne en faveur du ralliement des catholiques à la République, afin de pouvoir y exercer leur influence et contrecarrer les mesures anticléricales, quitte à se détourner d'un parti royaliste qui paraît de plus en plus relégué dans une opposition stérile. Dans le même esprit, il apporte son soutien à la Droite républicaine, fondée au mois d'août suivant par l'ex-bonapartiste Edgar Raoul-Duval.
Le 1er novembre 1886, Henri des Houx remplace Léonce Détroyat en tant que directeur du Constitutionnel, dont il vient de devenir le propriétaire. Le 5 décembre, le journal adopte le sous-titre « organe de la Droite républicaine » (remplacé, entre le 6 mars et le 10 octobre 1887, par une citation de Raoul-Duval) et présente son nouveau programme, favorable à une politique « qui unit la sauvegarde des principes religieux et sociaux, sans lesquels tout état dépérit, avec le respect de la constitution légale de la France, de la République ».
En 1887-1888, Henri des Houx collabore à La Société de Rome et à La Société de Paris, deux ouvrages publiés sous le pseudonyme « comte Paul Vasili », partagé avec plusieurs autres auteurs.
Le 13 avril 1888, Henri des Houx cède la propriété et la direction du Constitutionnel à Alfred Hamm tout en restant le « rédacteur principal » jusqu'au début de mois septembre 1895, époque à laquelle il devient le rédacteur en chef d'un quotidien du soir intitulé La Poste. Assez gravement malade en février 1896, il cède la direction politique de ce journal à Georges Chaudey.
En 1894, Émile Zola, qui se documente en vue de la rédaction du deuxième roman de son cycle des Trois Villes, interroge Henri des Houx sur Rome.
Fin janvier 1898, Henri des Houx publie dans le Bulletin de l'Association nationale républicaine un article assez violent contre les dreyfusards, ce qui pousse Yves Guyot à demander publiquement des explications au président de l'association, Honoré Audiffred.
Outre ses articles pour Le Matin, Henri des Houx collabore également dès 1898 à La République française. Entre mai 1901 et janvier 1902, Henry Poidatz, directeur du Matin, délègue De Houx au Figaro pour y remplacer Jules Cornély.

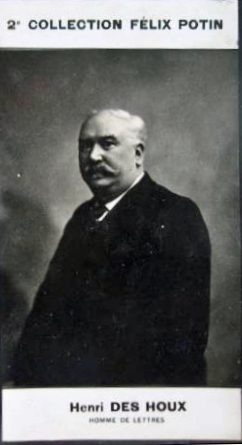
Photographie d'Henri des Houx (2e collection Félix Potin).

Après la Séparation des Églises et de l'État, votée en 1905, les catholiques refusent de se constituer en associations cultuelles. En 1906, Aristide Briand fait alors appel à Henri des Houx pour mener une campagne en faveur de ces associations. Le journaliste du Matin prend également la présidence d'une Ligue des Catholiques de France, organisée dans le même but et patronnée par Monseigneur Vilatte, évêque de l'Église vieille-catholique. En raison de ce rapprochement avec une Église dissidente et de l'hostilité du clergé catholique romain, cette entreprise échoue très vite.
Malade d'une broncho-pneumonie, Henri des Houx meurt le 27 janvier 1911 à son domicile du no 104 de la rue de Richelieu. Le surlendemain, il est inhumé au cimetière du Père-Lachaise (division 62), en présence de nombreuses personnalités et après des prières prononcées par l'abbé Georges Volet, curé vieux-catholique de l'église cultuelle gallicane Saint-Denis située au no 96 du boulevard Auguste-Blanqui (aujourd'hui cathédrale Saint-Irénée de l'Église catholique orthodoxe de France).